# Dia Nacional de Joana d'Arc e do Patriotismo
O Dia Nacional de Joana D'Arc e do Patriotismo é um feriado nacional oficial na França, instituído em 1920, comemorado todos os anos no segundo domingo de maio, aniversário da libertação de Orleãs em 8 de maio de 1429 pelo exército francês, sob o comando do comando de Joana d’Arc.
Este dia não é feriado e não deve ser confundido com o Dia da Santa Joana d'Arc, comemorado pela Igreja Católica em 30 de maio, dia de sua execução na fogueira em 1431.

## Estabelecimento
Ao longo dos séculos, e principalmente a partir do século XIX, a figura histórica de Joana d'Arc foi retomada por numerosos autores para ilustrar ou cristalizar mensagens religiosas, filosóficas ou políticas. No domínio político, tornou-se um símbolo nacional francês durante a Guerra Franco-Prussiana de 1870 e foi então assumido por numerosos partidos e figuras políticas, desde o Partido Socialista até à extrema-direita. Já em 1894, Joseph Fabre propôs uma celebração anual de Joana d'Arc chamada “festa do patriotismo" ,  .
Foi instituída pela lei de 10 de julho de 1920 , aprovada por unanimidade pela Câmara dos Deputados e pelo Senado, sob proposta do deputado e escritor Maurice Barrès, poucas semanas após a canonização de Joana d'Arc.

## Celebrações oficiais
A celebração ainda está em vigor e faz parte dos doze dias nacionais organizados anualmente pelo Ministério da Defesa  . Uma cerimónia militar realiza-se tradicionalmente em frente à estátua equestre de Joana d'Arc na Place des Pyramides, em Paris.

### Celebração de Joana D'Arc em 1962 em Toulouse

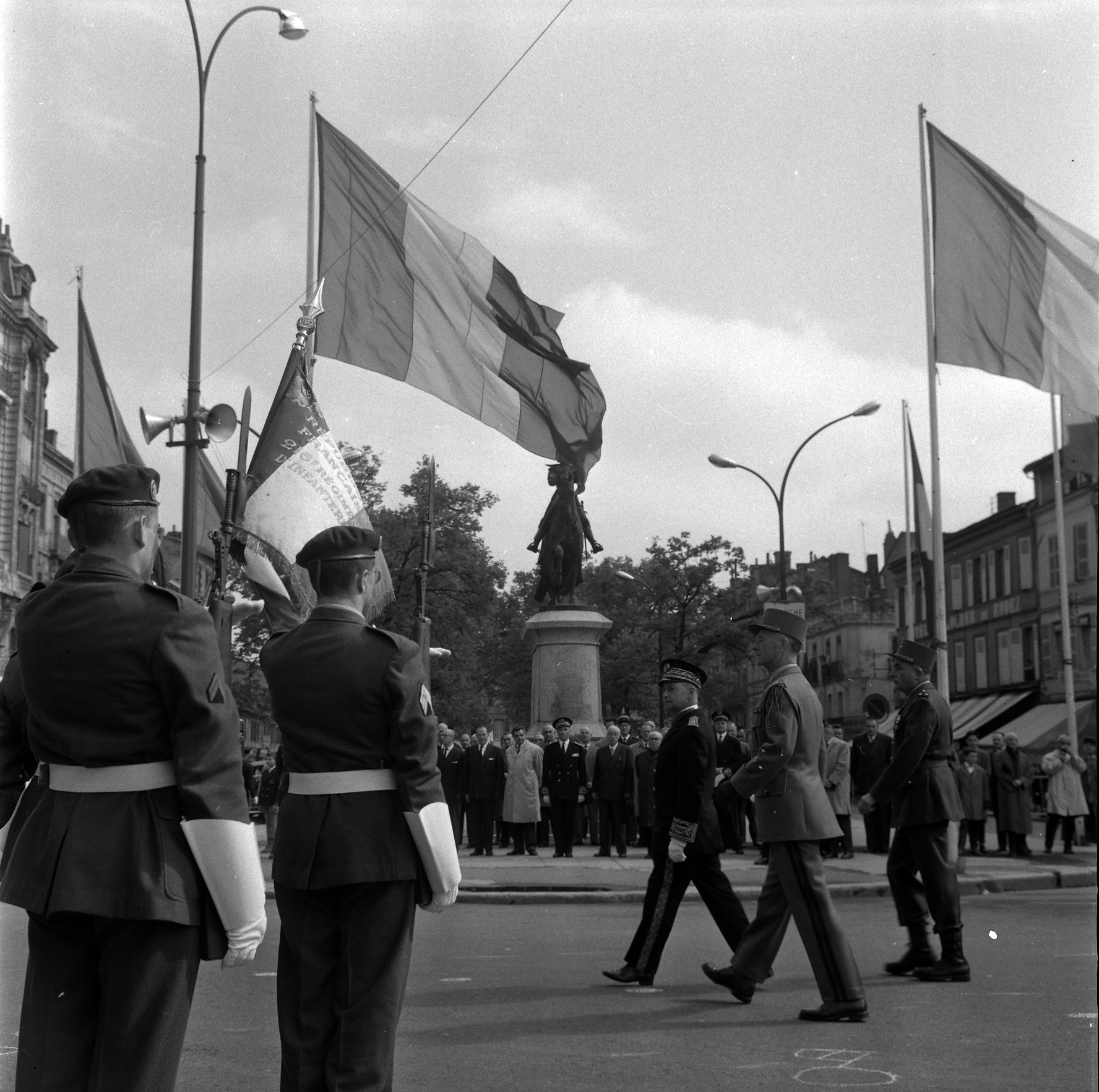
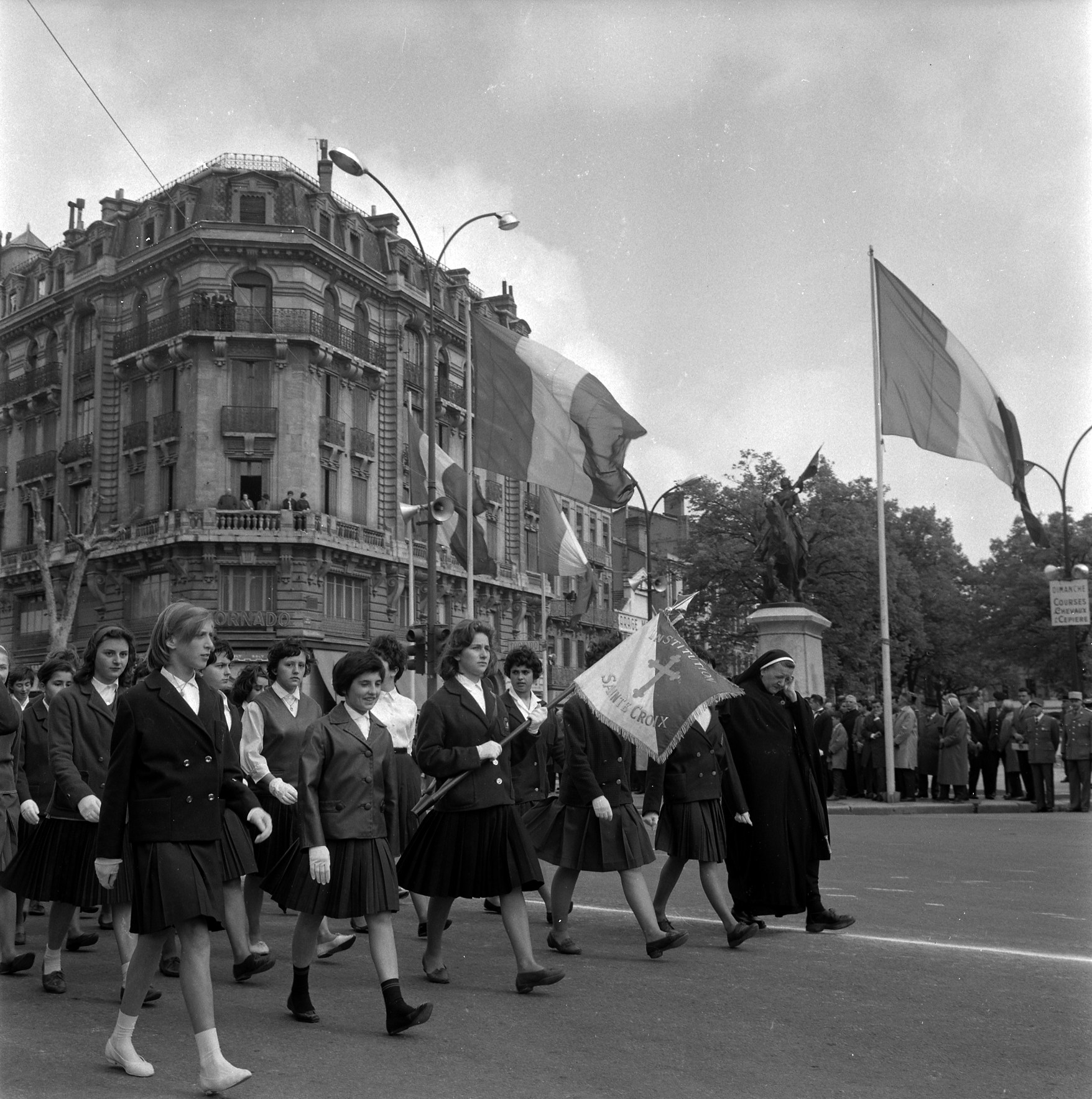
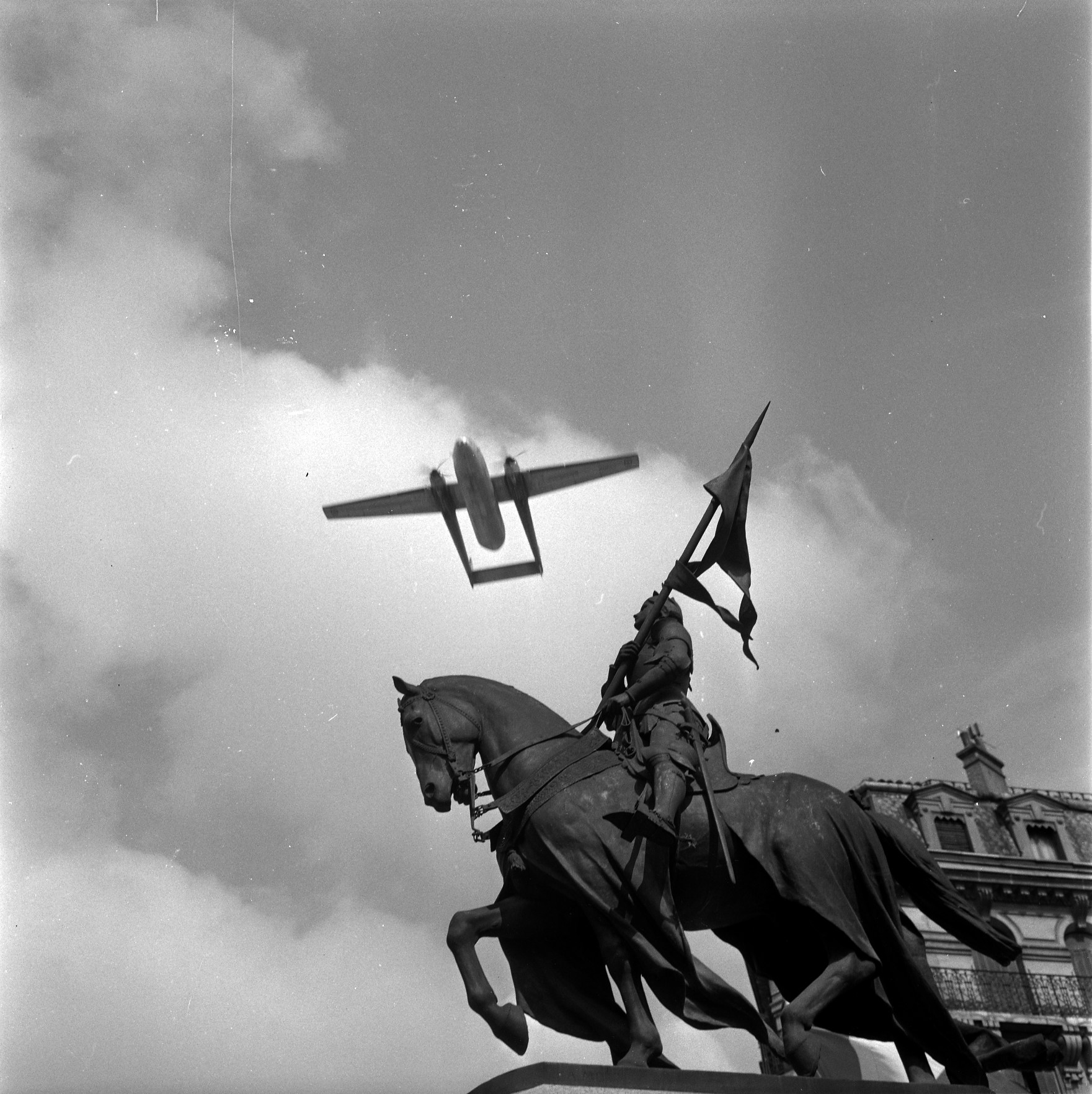
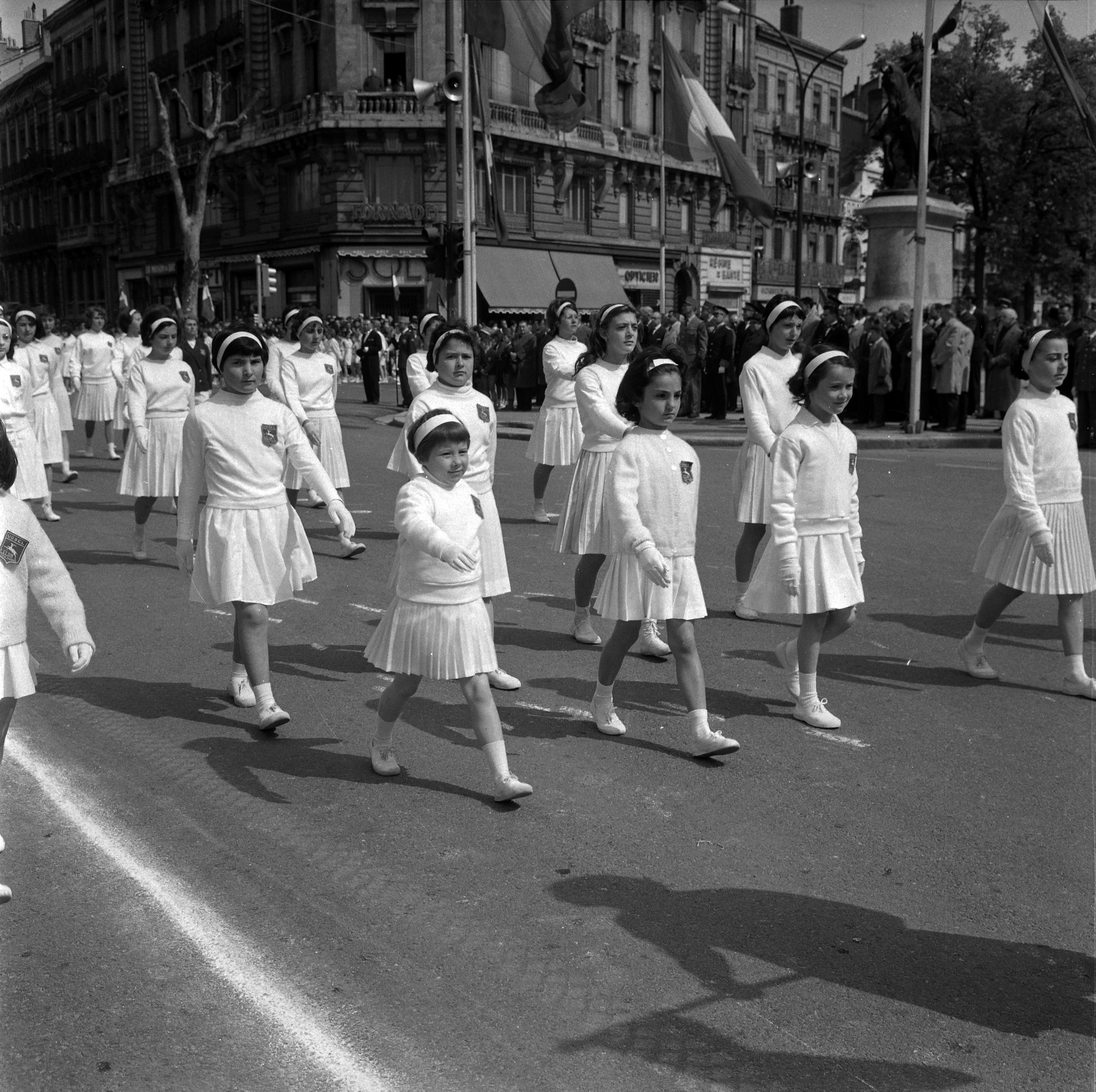
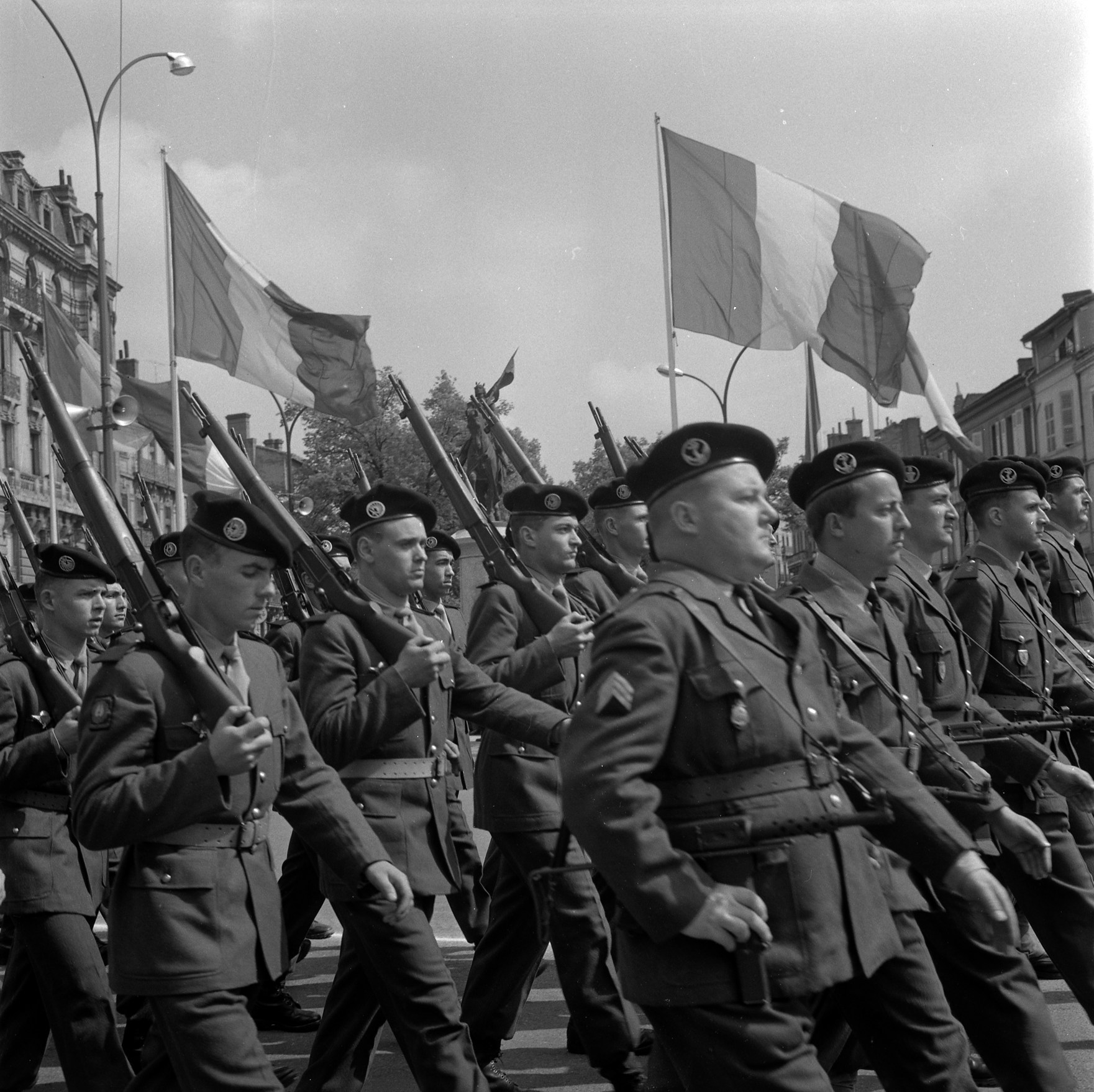

Em Orleãs, todos os anos é organizado um grande festival joanino na mesma época, reunindo as autoridades militares, religiosas e civis, mas não tem ligação direta com este feriado nacional. As festas joaninas de Orléans são, de fato, muito anteriores à lei de 1920, uma vez que foram organizadas a partir do século XV.
A estátua de Joana d'Arc feita por Georges Halbout du Tanney foi inaugurada duas vezes durante a celebração de Joana d'Arc: primeiro em Argel em 1951, depois após a independência da Argélia, em Vaucouleurs em 1966.

## Desfiles de extrema direita

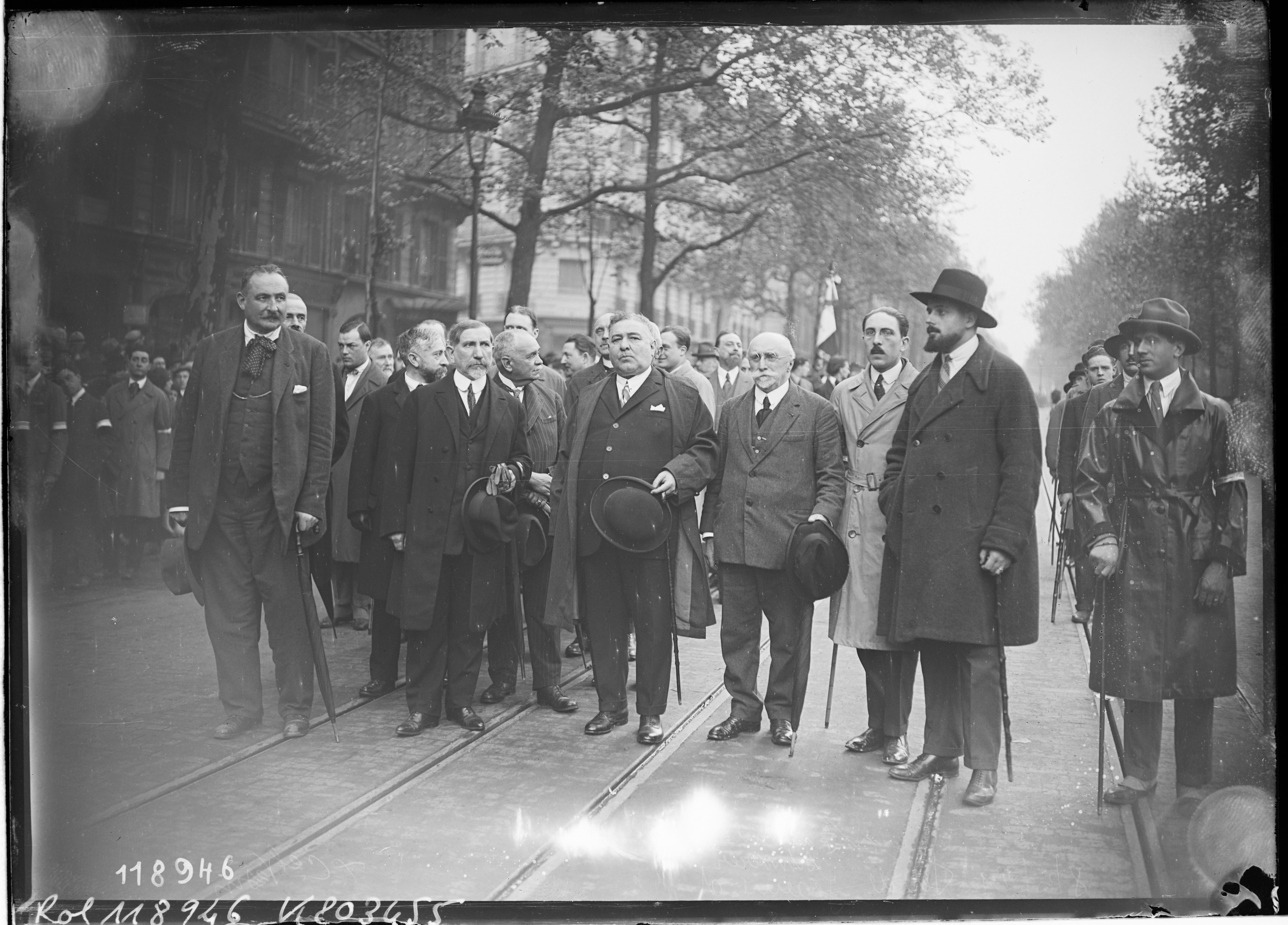
Desfile da Action Française para a celebração de Joana D'Arc em 8 de maio de 1927, notadamente com Charles Maurras.

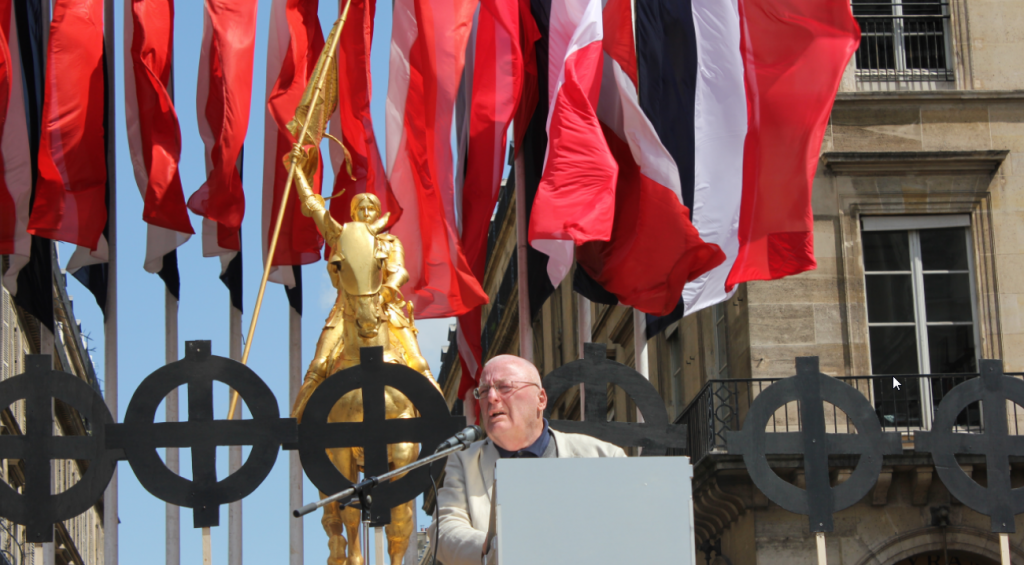
Pierre Vial, líder do Terre et Peuple, discursando em frente à estátua de Joana d'Arc na Place des Pyramides. Ao fundo, cruzes celtas, que se tornaram símbolo da extrema direita.

Vários movimentos de extrema-direita rapidamente fizeram deste festival o seu ponto de encontro, incluindo a Action Française (AF) , os Camelots du roi e os Croix-de-feu  .
A Frente Nacional juntou-se a ela de 1979  até 1988, quando a FN decidiu marchar sozinha e no Primeiro de Maio: o partido indica então que esta mudança de data teve como objetivo quebrar o "monopólio sindical-esquerdista" e reunir a homenagem a Joana d'Arc e o Dia do Trabalhador do Marechal Pétain  .
Em 2010, o desfile foi organizado ao mesmo tempo que o do Comitê 9 de Maio (C9M) e mobilizou até 700 pessoas. Vários movimentos políticos, como a Nova Direita Popular do ex-deputado alsaciano Robert Spieler, o Terre et Peuple de Pierre Vial, os Nacionalistas Autônomos da Lorena, a Renovação Francesa, o Grupo de Defesa da União e a Juventude Nacionalista Revolucionária de Serge Ayoub, participam neste manifestação  .
Em 2015, foi organizado um desfile de moda a pedido de Civitas, Béatrice Bourges e Alain Soral. Segundo o Libération, Jany Le Pen fez uma aparição notável durante a manifestação. Slogans como “Islã, fora da Europa” e “Holanda renuncia, República dissolve-se” são cantados pelos manifestantes.
Em 2016, o desfile reuniu o Civitas, o Partido Nacionalista Francês e a AF. O petainista Pierre Sidos é convidado a falar durante a manifestação, e evoca a sua nostalgia pela Argélia Francesa e pela Ocupação. Outros partidos europeus também são convidados, incluindo o PEGIDA, o Aurora Dourada e um partido falangista. Mais de 1.000 pessoas participaram da manifestação.
Em 2022, o desfile reúne ativistas da AF, do Civitas, do Parti de la France, do C9M e dos Nacionalistas (antigo Partido Nacionalista Francês). Slogans anti-republicanos e anti-maçônicos foram cantados durante a manifestação.

### Episódio de maio de 2023
Em 2023, a Secretária de Estado da Cidadania Sonia Backès anunciou a proibição do desfile, cuja organização foi planejada pela Action Française. Esta proibição surge após uma manifestação controversa do C9M e da circular posteriormente introduzida pelo Ministro do Interior, Gérald Darmanin, instruindo a "proibição de manifestações e reuniões de ultradireita". Outras manifestações, uma organizada pelo grupo Les Nationalistes, outra pela organização soberanista Penser la France e outra por um grupo que afirma fazer parte do movimento dos Coletes Amarelos e da associação militar Place d'armes, também foram proibidas.
A Action Française viu a sua ordem de liberdade prevalecer no tribunal administrativo de Paris, permitindo-lhe assim reunir-se em 14 de maio, considerando o tribunal que a ordem da sede da polícia visava a sua proibição "constitui um ataque grave e manifestamente ilegal à liberdade de manifestação". O Estado é obrigado a pagar a quantia de 1,500 € ao movimento monarquista. O pequeno grupo Les Nationalistes, por seu lado, viu o seu apelo rejeitado.
O grupo de Coletes Amarelos cuja manifestação foi proibida marchou apesar da proibição, e 62 deles foram multados. Cerca de 500 pessoas compareceram à manifestação da Action Française.